# Gimnazjum i Liceum Ogólnokształcące im. Polskiej Macierzy Szkolnej w Mińsku Mazowieckim
Liceum Ogólnokształcące im. Polskiej Macierzy Szkolnej („Piękna”, LO nr 1) – publiczny, powiatowy zespół szkół ponadpodstawowych w Mińsku Mazowieckim, położony przy dworcu kolejowym i autobusowym. Kształci się w nim około 800 osób z powiatu mińskiego.
Szkoła pod różnymi nazwami i w różnej formie (w tym tajne nauczanie) funkcjonuje nieprzerwanie od ponad 90 lat. W 2006 roku została za ten fakt odznaczona medalem Pro Memoria.

## Liceum ogólnokształcące

### Budynek liceum
Budynek dwupiętrowy składa się z części głównej z dwoma wejściami, oraz krótszego skrzydła. Sale lekcyjne są pogrupowane w zależności od zajęć jakie się w nich prowadzi (wyraźnie widoczne są części informatyki, języka polskiego, fizyki, matematyki, biologii). W budynku znajduje się sala gimnastyczna (gimnastyka, tenis stołowy), zaś do skrzydła przylega nieco większa sala sportowa (siatkówka, koszykówka).
Budynek jest systematycznie odnawiany. Od 1999 roku posiada nową elewację, w 2005 wyremontowano korytarze, zaś w 2006 węzeł sanitarny. W 2007 roku przeprowadzono remont sal lekcyjnych i przystosowano budynek dla potrzeb osób niepełnosprawnych (winda).
Wokół budynku znajdują się: boisko do piłki ręcznej (wykorzystywane do gry w piłkę nożną), boisko do piłki nożnej (rzadziej wykorzystywane), boisko do koszykówki, boisko do siatkówki, ogródek. Można także wyróżnić schowany między skrzydłami liceum i salą gimnastyczną dziedziniec, oraz znajdujący się przy głównym wejściu plac (oba używane do uroczystości).
30 września 2015r. otwarto nową, wielofunkcyjną halę sportową.

## Gimnazjum

### Budynek gimnazjum
Starszy budynek, jego część pochodzi z 1903 roku, jednak został całkowicie odnowiony. Jest on przeznaczony wyłącznie do zajęć dydaktycznych.

## Historia
- 1910 – powstanie gimnazjum żeńskiego pod nazwą Siedmioklasowa Pensja Żeńska Marii Grochowskiej
- 1916 – powołanie na wniosek inż. A. Chróścielewskiego gimnazjum męskiego – Czteroletniej Szkoły Realnej Męskiej
- 1921 – zakupienie gimnazjum żeńskiego przez Wydział Sejmiku Powiatowego – zmieniono nazwę szkoły na Ośmioklasowe Żeńskie Gimnazjum Wydziału Sejmiku Powiatowego
- 1926 – przejęcie przez Towarzystwo Szkół Średnich obu gimnazjów
- 1929 – połączenie obu szkół i powstanie Prywatnego Gimnazjum Koedukacyjnego Towarzystwa Szkół Średnich
- 1935 – nadanie szkole sztandaru
- 1936 – powołanie Komitetu Budowy Liceum
- 1938 – rozpoczęcie budowy gimnazjum i liceum
- 1938 – I Zjazd absolwentów
- 1940 – zamknięcie szkoły przez niemieckie władze okupacyjne
- 1940 – rozpoczęcie tajnego nauczania
- 1944 – rozpoczęcie działalności szkoły po wyzwoleniu Mińska Mazowieckiego
- 1945 – upaństwowienie szkoły
- 1947 – szkoła przyjmuje formę szkoły jedenastoletniej
- 1947 – zakładem opiekuńczym szkoły zostaje Fabryka Urządzeń Dźwigowych w Mińsku Mazowieckim
- 1950 – nadanie szkole imienia Juliana Marchlewskiego
- 1958 – powołanie Komitetu Rozbudowy Liceum Ogólnokształcącego
- 1960 – zmiana organizacji szkoły na czteroletnie liceum
- 1960 – wycofanie nauki religii ze szkół, koniec apolityczności szkoły
- 1961 – oddanie do użytku rozbudowanej i przebudowanej szkoły
- 1963 – II Zjazd absolwentów
- 1964 – stowarzyszenie szkoły w UNESCO
- 1966 – III Zjazd absolwentów
- 1981 – IV Zjazd absolwentów
- 1986 – V Zjazd absolwentów – powołanie Stowarzyszenia Absolwentów i Wychowanków Gimnazjum i Liceum Ogólnokształcącego w Mińsku Mazowieckim
- 1989 – decyzja społeczności szkolnej w sprawie zniesienia patrona szkoły
- 1990 – powrót religii do szkoły
- 1991 – VI Zjazd absolwentów
- 1995 – rozbudowa szkoły
- 1996 – nadanie szkole imienia Polskiej Macierzy Szkolnej, wmurowanie tablicy z nowym imieniem szkoły
- 1996 – VII Zjazd absolwentów
- 1999 – dyrektorem szkoły zostaje p. Jadwiga Ostrowska-Dźwigała
- 1999 – remont szkoły: nowa elewacja i kotłownia
- 1999 – uroczystość wręczenia nowego sztandaru ufundowanego przez Stowarzyszenie Absolwentów i Wychowanków Gimnazjum i Liceum Ogólnokształcącego w Mińsku Mazowieckim
- 2000 – otwarcie gimnazjum
- 2001 – rada miasta przyznaje GiLO tytuł „Zasłużone dla miasta Mińsk Mazowiecki”
- 2002 – zmiana organizacji szkoły na trzyletnie liceum
- 2002 – przyznanie p. Elżbiecie Janke Nagrody Powiatu Mińskiego LAURA 2002 w dziedzinie nauka i oświata
- 2003 – pierwsza nowa matura
- 2004 – przyznanie p. Janinie Ogonowskiej Nagrody Powiatu Mińskiego LAURA 2004 w nauka i oświata
- 2005 – odznaczenie sztandaru szkoły medalem „Pro Memoria” za szczególne zasługi grona pedagogicznego w zakresie organizacji i prowadzenia tajnego nauczania w okresie okupacji hitlerowskiej
- 2005 – Nominacja GiLO im. Polskiej Macierzy Szkolnej do Nagrody Powiatu Mińskiego LAURA 2005 w dziedzinie nauka i oświata
- 2005 – remont korytarzy szkolnych
- 2005 – przyznanie medalu pamiątkowego dla dyrektora i szkoły w uznaniu zasług dla rozwoju Samorządu Terytorialnego w 15 rocznicę I wyborów
- 2006 – odznaczenie sztandaru szkoły złotym medalem „Opiekun Miejsc Pamięci Narodowej” przez Radę Ochrony Pamięci Walk i Męczeństwa
- 2006 – przyznanie szkole medalu za zasługi w upamiętnianiu tradycji polskich walk i męczeństwa przez Urząd do spraw Kombatantów i Osób Represjonowanych
- 2006 – obchody 90-lecia szkoły
- 2006 – otwarcie Szkolnej Izby Pamięci im. Rodziny Chróścielewskich
- 2006 – remont szkolnych toalet
- 2006 – VII Zjazd absolwentów
- 2007 – modernizacja budynków szkolnych i terenu szkolnego

## Absolwenci
- Marcin Wiącek – prawnik, od 2021 Rzecznik Praw Obywatelskich[1]
- Roman Bartnicki – rektor UKSW
- Tomasz Karolak – aktor
- Dariusz Baliszewski – dziennikarz, autor programów w TVP
- Tadeusz Chróścielewski – poeta, prozaik, tłumacz, eseista
- Jerzy Duszyński – aktor
- Maciej Iłowiecki – dziennikarz
- Radosław Rybiński – dziennikarz
- Małgorzata Gutowska-Adamczyk – pisarka

### Inni znani uczniowie
- Jan Himilsbach – aktor